# Walter Blassat
Walter Blassat (* 22. November 1899 in Essen; † 30. März 1995 in Brilon) war ein deutscher Politiker und Landtagsabgeordneter (SPD).

## Leben und Beruf
Nach dem Besuch der Volksschule absolvierte er eine Ausbildung und bildete sich an Abendschulen fort. Er besuchte eine Ingenieurschule und studierte am Berufspädagogischen Institut der Universität zu Köln. Ab 1926 war er als Gewerbeoberlehrer beschäftigt. Im Jahr 1950 wurde er Direktor der Berufs- und Berufsfachschulen Bottrop.
Im Jahr 1928 wurde Blassat Mitglied der SPD und war in zahlreichen Parteigremien vertreten. Zum 1. April 1933 trat er der NSDAP bei (Mitgliedsnummer 1.691.179).

## Abgeordneter
Vom 21. Juli 1958 bis zum 23. Juli 1966 war Blassat Mitglied des Landtags des Landes Nordrhein-Westfalen. Er wurde jeweils im Wahlkreis 095 Bottrop direkt gewählt.

## Ehrungen
Blassat wurde am 2. September 1987 mit dem Verdienstorden des Landes Nordrhein-Westfalen ausgezeichnet.